# تم شمس گز
تم شمس گز مربوط به هزاره اول قبل از میلاد است و در شهرستان کهنوج، بخش رودبار، روستای شمس گز واقع شده و این اثر در تاریخ ۲۷ مرداد ۱۳۸۲ با شمارهٔ ثبت ۹۵۷۷ به‌عنوان یکی از آثار ملی ایران به ثبت رسیده است.